# Gamerco
Gamerco è una comunità non incorporata della contea di McKinley nello Stato del Nuovo Messico, negli Stati Uniti. Fino agli anni 1960, era conosciuta per essere una località mineraria da dove veniva estratto il carbone.

## Storia
Gamerco è stata fondata come città aziendale nel 1920, quando la Gallup American Coal Company (da cui la comunità prende il nome) iniziò a scavare le miniere di carbone dalle colline circostanti. Così, furono costruiti un impianto per la lavorazione del carbone, un ramo ferroviario, una centrale elettrica e una chiesa per servire la comunità e le sue operazioni minerarie. Circa 500 minatori di carbone e le loro famiglie si stabilirono a Gamerco. Negli anni 1960 le miniere di carbone furono chiuse, la centrale dismessa e il ramo ferroviario rimosso. A partire da settembre 2012, la municipalità di Gallup sta valutando l'annessione di Gamerco.

## Cultura
L'istruzione pubblica obbligatoria a Gamerco è fornita dalle Gallup-McKinley County Public Schools.